# الیسا مونتس
اِلیسا روساریو روئیس پنه‌یا (اسپانیایی: Elisa Rosario Ruiz Penella‎؛ ‏ ۱۵ دسامبر ۱۹۳۴ – ۹ اکتبر ۲۰۲۴) با نام هنری الیسا مونتس بازیگر اهل اسپانیا بود.
از فیلم‌هایی که وی در آن نقش داشته است، می‌توان به ۹۹ زن، دختری از ریو، خداحافظ تگزاس، دو مافیا علیه پنجه‌طلایی، هشدار اسکاتلندیارد: ۶ قتل بدون قاتل! و کبرا اشاره کرد.
او در سال ۲۰۱۷ جایزهٔ «ASFAAN» را از دستان آلبرتو دلاکوا و دخترش اِما اِسورِس (که او هم بازیگر است) دریافت کرد.